# ГЕС Stalden
ГЕС Stalden — гідроелектростанція у південно-західній частині Швейцарії. Становить нижній ступінь у гідровузлі Маттмарк, створеному на північному схилі Пеннінських Альп на основі ресурсу зі сточища лівої притоки Рони Фіспи, переважно з її правого витоку Saaservispa.
Дериваційний тунель станції бере початок із нижнього балансуючого резервуару ГЕС Zermeiggern об'ємом 0,1 млн м3. До резервуара надходить не лише відпрацьована на верхньому ступені вода, але й додатковий ресурс із водозабору на Saaservispa, що надійшов до цієї річки після греблі Маттмарк. На шляху тунелю через гірський масив лівобережжя Saaservispa до нього також подається вода із її притоку Schweibbach та струмка Riedbach (притока Mattervispa — лівого витоку Фіспи).
Машинний зал, розташований у злиття Saaservispa та Mattervispa, обладнано двома турбінами типу Пелтон потужністю по 92,5 МВт, які працюють при напорі 1029 метрів та виробляють на рік 515 млн кВт·год електроенергії.
Видача продукції відбувається по ЛЕП, що працює під напругою 220 кВ.